# یواس‌اس باکلی (دی‌ئی-۵۱)
یواس‌اس باکلی (دی‌ئی-۵۱) (به انگلیسی: USS Buckley (DE-51)) یک کشتی بود که طول آن ۳۰۶ فوت (۹۳ متر) بود. این کشتی در سال ۱۹۴۳ ساخته شد.